# William Casselman
William Allen Casselman, apelidado Bill Casselman, (Nova Iorque, 27 de novembro de 1941) é um matemático estadunidense.

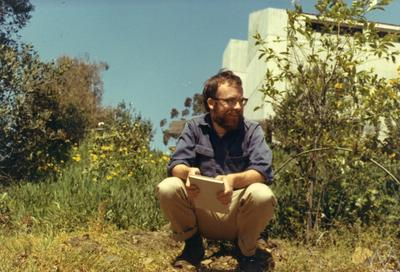
William Casselman, Berkeley 1969

Casselman estudou na Universidade Harvard com um bacharelado em 1963 e um doutorado em 1966 na Universidade de Princeton, orientado por Goro Shimura, com a tese Families of curves and automorphic functions. Foi de 1967 a 1971 professor assistente da Universidade da Califórnia em Berkeley, desde 1971 professor associado e a partir de 1977 professor da Universidade da Colúmbia Britânica.
Foi palestrante convidado do Congresso Internacional de Matemáticos em Helsinque (1978: Jacques modules for real reductive groups). É fellow da American Mathematical Society.